# Julius Hart

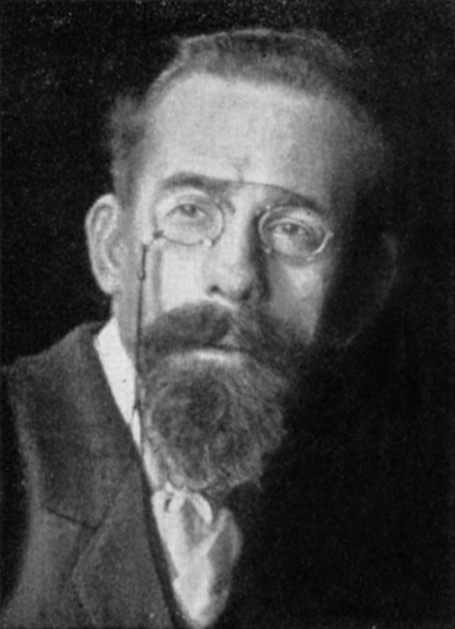
Julius Hart

Julius Hart (* 9. April 1859 in Münster; † 7. Juli 1930 in Berlin) war ein deutscher Dichter und Literaturkritiker des Naturalismus. Er war verheiratet mit Martha Hart († 1910) und hatte vier Töchter (Grete, Lilith, Eva und Maya).

## Leben
Julius Hart war der Sohn eines Rechnungsrates und besuchte, wie sein vier Jahre älterer Bruder Heinrich, das Gymnasium Paulinum in Münster. Schon als Schüler versuchten beide sich als Zeitschriftenherausgeber (Herz und Geist). Zusammen mit Albert Giese und Peter Hille gaben sie 1877 in Münster die Zeitschrift Deutsche Dichtung (3 Hefte) heraus. Noch im gleichen Jahr, 1877 zogen die Brüder nach Berlin, wo Julius Hart an der Berliner Universität ein Studium begann. Aus Geldmangel brach er es ab und kehrte mit seinem Bruder wieder nach Münster zurück.
Wieder in Münster, gaben sie die Zeitschrift Deutsche Monatsblätter (1878–1879) heraus und begründeten 1879 den Deutschen Literaturkalender, der später, nach Wechsel des Verlags, als Der Kürschner berühmt wurde und auch heute noch als Kürschners Deutscher Literatur-Kalender existiert.
Im Jahr 1881 wechselten die Brüder erneut nach Berlin. Hier gaben sie die Zeitschrift Kritische Waffengänge (1882–1884) heraus, die als ein Quellpunkt des literarischen Naturalismus in Deutschland angesehen werden kann. Die Brüder Hart schrieben zwar alle Beiträge selbst, zu ihrem Kreis gehörten aber bald Autoren wie Wilhelm Arent, Hermann Conradi und Karl Henckell. Ihre eher gemäßigten Anschauungen führten dazu, dass das Zentrum der naturalistischen Bewegung sich nach München verlagerte. Weitere Zeitschriftengründungen dieser Jahre waren die Berliner Monatshefte für Literatur, Kritik und Theater (1885) und Kritisches Jahrbuch (1889–1890). Als Verfasser von Lyrik (Stimmen in der Nacht, 1898) und lyrischer Prosa (Träume der Mittsommernacht, 1905) war Julius Hart weniger erfolgreich. Seine Stärke lag in der Fähigkeit, Gleichgesinnte um sich zu scharen. So gehörte er mit seinem Bruder dem literarischen Verein Durch! an, zu dessen Mitgliedern auch Arno Holz, Johannes Schlaf und Gerhart Hauptmann zählten. Ferner war er Mitglied in der Neuen Gemeinschaft, beim Friedrichshagener Kreis und bei der Freien Bühne, aus der später die Volksbühne hervorging.

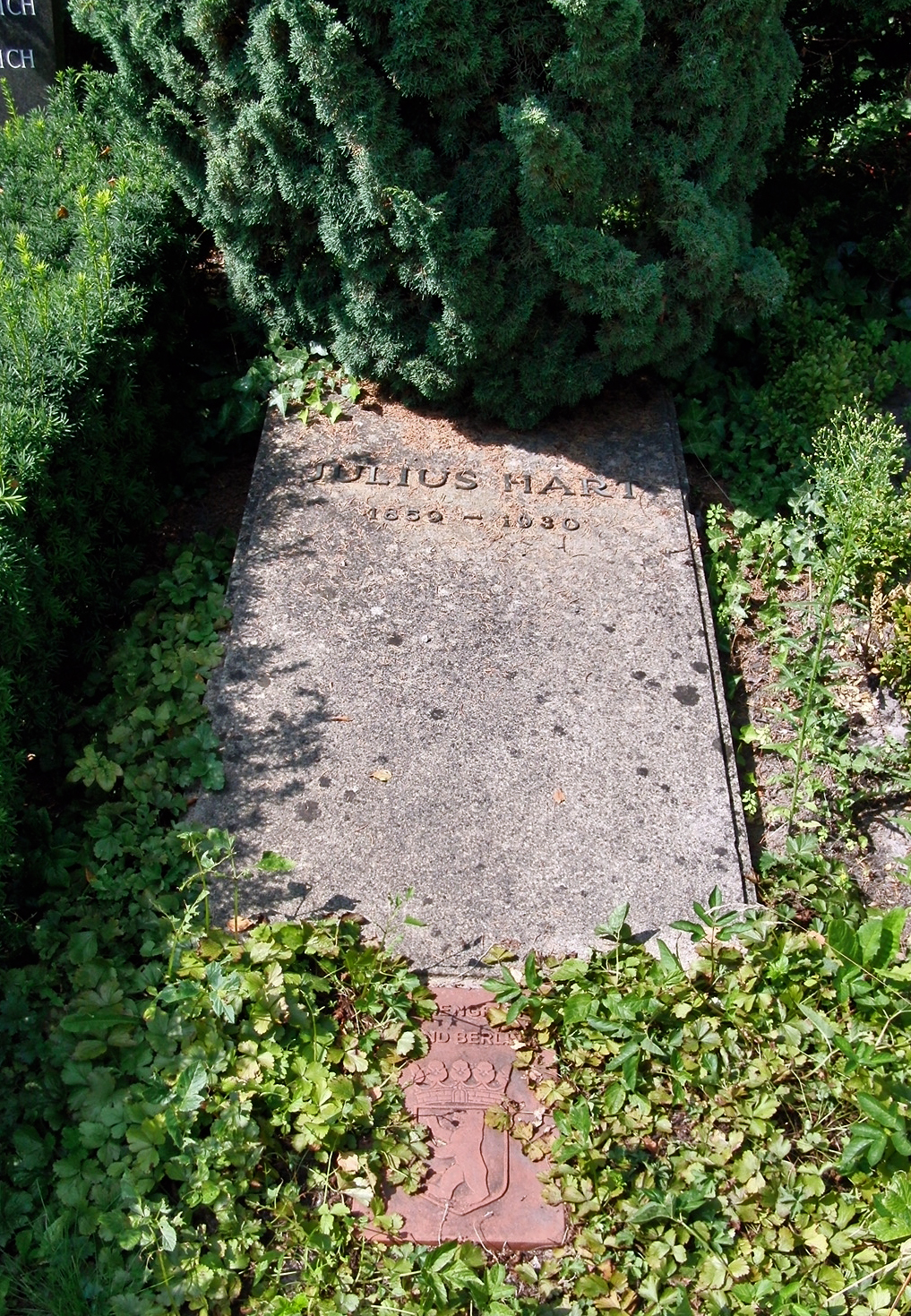
Grabstätte Julius Hart auf dem Friedhof Zehlendorf in Berlin

Julius Hart erlebte in späteren Jahren mehrere Schicksalsschläge: 1910 verstarb seine gemütskranke Frau Martha nach jahrelangem Leiden. 1920 und 1921 musste er den Tod seiner Töchter Eva und Lilith beklagen.
Julius Hart starb 1930 in Berlin im Alter von 71 Jahren. Sein Grab befindet sich auf dem Friedhof Zehlendorf (Feld 19-508). Die letzte Ruhestätte von Julius Hart ist seit 1956 als Ehrengrab des Landes Berlin gewidmet. Die Widmung wurde im Jahr 2018 um die übliche Frist von zwanzig Jahren verlängert.
Der erschlossene Teilnachlass von Julius Hart befindet sich in der Handschriftenabteilung der Stadt- und Landesbibliothek Dortmund.

## Werke (in Auswahl)
- An die deutsche Poesie, 1877[5]
- Sansara. Ein Gedichtbuch; Kühtmann, Bremen 1879
- Don Juan Tenorio. Eine Tragödie in 4 Aufzügen. Carl Meyer, Rostock 1881
- Der Sumpf. Ein Schauspiel in fünf Aufzügen. Brunn, Münster in Westfalen 1886
- Fünf Novellen. (Die Anklägerin, Haidenacht, Alter schützt vor Torheit nicht, Der neue Pygmalion, Trennungsstunde). Baumert & Ronge, Grossenhain 1888
- Stimmen in der Nacht, (Visionen, Das Hünengrab, Media in vita). Diederichs, Florenz 1898
- Homo sum! Ein neues Gedichtbuch, nebst einer Einleitung: Die Lyrik der Zukunft. Baumert & Ronge, Großenhain 1890 Digitalisat
- Sehnsucht; Fischer, Berlin 1893
- Die Entwicklung der neueren Lyrik in Deutschland, 1896[6]
- Triumph des Lebens. Gedichte. Diederichs, Florenz und Leipzig 1898
- Der neue Gott. Ein Ausblick auf das kommende Jahrhundert. Diederichs, Florenz und Leipzig 1899.
- Träume der Mittsommernacht. Diederichs, Jena 1905
- Revolution der Ästhetik als Einleitung zu einer Revolution der Wissenschaft. Concordia Deutsche Verlags-Anstalt, Berlin 1908.
- Heinrich-und-Julius-Hart-Lesebuch. Zusammengestellt und mit einem Nachwort von Gertrude Cepl-Kaufmann. Köln 2005 [= Nylands Kleine Westfälische Bibliothek 10], ISBN 3-936235-11-2.
- Heinrich Hart, Julius Hart: Lebenserinnerungen. Rückblicke auf die Frühzeit der literarischen Moderne (1880–1900). Herausgegeben und kommentiert von Wolfgang Bunzel. Aisthesis-Verlag, Bielefeld 2006, (Veröffentlichungen der Literaturkommission für Westfalen 18, Reihe Texte 5), ISBN 3-89528-553-6